# Alexander Kardin
Alexander Kardin, eigentlich Alexander Maria Indrak  (* 1917 in Wien; † 1994 in München) war ein deutscher Künstler.

## Leben
In den Jahren 1934 bis 1940 machte er eine Ausbildung in kunstgewerblichem Zeichnen und Entwurfszeichnen in Berlin. Bis zum Kriegsausbruch studierte er nebenbei auf der Kunstakademie in Berlin. Ab 1940 arbeitete er als Kulissen- und Kunstmaler beim Film, verfolgte aber ebenso seine umfangreiche Maltätigkeit. Indrak entwarf u. a. Kulissen für die Filme „Heiße Ernte“ (1956) und „Auferstehung“ (1958) mit Horst Buchholz.
Nach Kriegsende nahm er das Kunststudium in München wieder auf. Er heiratete 1945 die geborene Berlinerin Eva Schmuckler und die Tochter Monika kam im selben Jahr zur Welt. Anfang der 1960er Jahre zog Kardin von Berlin zurück nach München. Von 1960 bis zu seinem Tod im Jahr 1994 befand sich sein Atelier dort in der Wittelsbacherstraße. Ab 1965 lebte er als freischaffender Kunstmaler.
Im Jahr 2018 löste seine Tochter Monika Kapoor das Atelier Kardins auf.

## Ausstellung
- 2019 in Ergolding[2][3]